# Armée japonaise de droite
L'armée japonaise de droite ou Armée de la droite est une armée unifiée du Japon au cours de la deuxième vague des invasions japonaises de la Corée en 1597-1598. Elle comprend les forces de plusieurs divisions des invasions antérieures (1592-1596). L'armée de droite se compose principalement de l'ancienne 2e division dirigée par Katō Kiyomasa, de la 3e Division menée par Katō Kiyomasa et de la 7e Division commandée par Mōri Hidemoto qui remplace son cousin Mōri Terumoto.

## Composition
- Mōri Hidemoto (毛利秀元) - 30 000 hommes
- Katō Kiyomasa (加藤清正) - 10 000 hommes
- Nabeshima Naoshige (鍋島直茂) - 12 000 hommes
- Kuroda Nagamasa (黒田長政) - 5 000 hommes

## Batailles livrées
- Bataille de Koryong (Hangul : 고령)
- Siège de Hwangsoksan (Hangul : 황석산성)
- Bataille de Jiksan (Hangul : 직산)
- Premier siège d'Ulsan (Hangul : 울산)
- Siège de Samga (Hangul : 삼가성)
- Second siège d'Ulsan (Hangul : 울산)

## Source de la traduction
- (en) Cet article est partiellement ou en totalité issu de l’article de Wikipédia en anglais intitulé « Japanese Right Army » (voir la liste des auteurs).